# Janusz Suchywilk
Janusz Suchywilk armoiries Grzymała (en), né vers 1310 à Strzelce et mort le 5 avril 1382 à Żnin, fut archevêque de Gniezno de 1374 à 1382 et grand chancelier de Pologne.

## Biographie
Janusz de Strzelce surnommé Suchywilk (Loup affamé - probablement en raison de sa maigreur) est le fils de Przecław de Gułtów (pl), staroste de Kalisz et le neveu de Jarosław Bogoria de Skotnik, archevêque de Gniezno.
De 1357 à 1373, il est un proche conseiller du roi Kazimierz III et, en tant que grand chancelier de la Couronne, participe à l'important travail de codification juridique entrepris par le monarque (1344-1360) et qui aboutit à la promulgation des statuts du roi Kazimierz. Ces lois fixent le droit coutumier en Grande et Petite-Pologne et introduisent des innovations. Kazimierz crée un trésor alimenté par les revenus des mines de sel, les douanes, les impôts fonciers et les revenus des domaines royaux, ce qui lui donne une indépendance financière et politique à l'égard des grands seigneurs. Janusz Suchywilk est responsable de l'organisation des mines de sel royales. Probablement, il est aussi le co-auteur du document de fondation de l'université de Cracovie, 
Lorsque Kazimierz III décède sans descendance, Janusz est l'exécuteur de son testament et il défend la candidature au trône polonais de Kazimierz IV de Poméranie, duc de Słupsk et le petit-fils Kazimierz III. Finalement c'est Louis Ier de Hongrie qui est choisi et Janusz Suchywilk, devenu leader de l'opposition, est écarté du gouvernement.
En 1374, il succède à son oncle Jarosław Bogoria comme archevêque de Gniezno. En 1376, il réunit les évêques en synode à Kalisz au sujet de la violation de la propriété de l'Église par des laïcs. En 1378, il convoque un deuxième synode contre la taxe foncière que Louis Ier réclame à l'Église. Il obtient gain de cause en partie : si taxe n'est pas abolie, les prêtres sont autorisés à en déterminer eux-mêmes le montant.